# Pelidnota uncinata
Pelidnota uncinata är en skalbaggsart som beskrevs av Ohaus 1930. Pelidnota uncinata ingår i släktet Pelidnota och familjen Rutelidae. Inga underarter finns listade i Catalogue of Life.